# Netiva Ben-Yehuda
Netiva Ben-Yehuda (in ebraico נתיבה בן יהודה‎?; Tel Aviv, 26 luglio 1928 – Tel Aviv, 28 febbraio 2011) è stata una scrittrice israeliana. 
Già soldato d'assalto nella Palmach, i suoi scritti l'hanno resa una delle sue più famose attiviste.

## Biografia
Figlia di Baruch Ben-Yehuda, professore di matematica e direttore generale del primo Ministero dell'Istruzione israeliano, si unì alla Palmach quando aveva solo 19 anni e venne addestrata in demolizione, brillatura di esplosivi, topografia e ricognizione. I suoi compiti militari principali includevano il trasferimento di munizioni, la scorta a convogli, l'addestramento di reclute. Comandò un'unità di artificieri e combatté nella guerra arabo-israeliana del 1948. Venne anche prescelta come candidata alle Olimpiadi nel lancio del disco, ma una ferita al braccio le impedì di svolgere una carriera atletica.
Ben-Yehuda lasciò l'esercito nel 1949 e andò a studiare presso la Bezalel Academy of Art and Design a Gerusalemme e in seguito spostò i suoi studi a Londra. Ritornata poi a Gerusalemme, svolse studi in filosofia ebraica presso l'Università Ebraica. Recentemente ha condotto un programma radiofonico alla radio israeliana nazionale.
Ben Yehuda lha lavorato come consulente editoriale realizzando una serie di libri di testimonianze dirette sulla storia d'Israele. Le opere di Ben Yehuda si concentrano su due temi: le sue esperienze prima, durante e dopo la Guerra d'Indipendenza israeliana – e la cura e redazione di dizionari che mirano ad arricchire i lessici della lingua ebraica. Il suo vocabolario di "gergo ebraico", scritto insieme al romanziere Dahn Ben-Amotz, è un utile libro di consultazione ma anche un divertente compendio umoristico.
È morta nel 2011 all'età di 82 anni.

## Citazioni
Sul tema della Palmach: «Non penso sia mai esistito al mondo un movimento sotterraneo dove lo sciovinismo maschilista abbia trionfato così potentemente e così orgogliosamente.»

## Opere
(in ebraico):
- Ha-Milon Le-Ivrit Meduberet (The World Dictionary of Hebrew Slang) - con Dahn Ben Amotz, Zmora Bitan, 1972
- Ben Ha-Sefirot (1948 - Tra calendari) - romanzo, Keter, 1981
- Ha-Milon Le-Ivrit Meduberet II (The World Dictionary of Hebrew Slang, Part 2) - con Dahn Ben Amotz, Zmora Bitan, 1982
- Brachot U-Klalot (Benedizioni e maledizioni) - scritti vari, Keter, 1984
- Mi-Bead L'Avotot (Con corde strette) - romanzo, Domino, 1985
- Yerushalayim Mi-Bifnocho (Gerusalemme dall'interno) - romanzo, Edanim, 1988
- Otobiografia Be-Shir U-Zemer (Autobiografia in poesia e canzone) - canzoni folk, Keter, 1991
- Ke-She Partzah Ha-Medinah (Quando eruppe lo Stato di Israele) - romanzo, Keter, 1991